# Elektrokultur
Als Elektrokultur wird eine Reihe von Methoden bezeichnet, deren Ziel es ist, mit Elektrizität das Pflanzenwachstum zu beeinflussen.
Erste Überlegungen datieren schon auf das 18. Jahrhundert, so etwa von Giambatista Beccaria (1775) und Pierre Bertholon de Saint-Lazare (1783). War zuerst der Einfluss der atmosphärischen Elektrizität auf Pflanzen von Interesse, so verwendete William Sturgeon 1846 den Begriff „electro-culture“ in Bezug auf Nutzpflanzen.
Der finnische Physiker Selim Lemström stellte umfangreiche Experimente mit Getreide und anderen Nutzpflanzen an. Er hatte beobachtet, dass es einen Zusammenhang zwischen erhöhtem Wachstum von Bäumen und Jahren mit starkem Polarlicht gab, er führte das auf elektrische Effekte zurück. Seine Versuche, die er 1904 publizierte, ergaben ein überwiegend positives Resultat, er behauptete, die Erträge von Nutzpflanzen teilweise deutlich steigern zu können.
In der Folge beschäftigten sich zahlreiche Forscher in Frankreich, Deutschland und anderen Ländern, so wie verschiedene landwirtschaftliche Institute mit der Elektrokultur und hofften, sie zur Steigerung von landwirtschaftlichen Erträgen nutzen zu können. Wie bekannt und verbreitet die Forschungen zur Elektrokultur waren, zeigen Beispiele wie der erste internationale Kongress zur Elektrokultur, der bereits 1912 in Reims, Frankreich abgehalten wurde.
Neuere Studien beschäftigen sich mit dem Einfluss verschiedener elektrischer Phänomene auf die Pflanzenphysiologie. Dabei wurden Effekte durch Ionen, die durch die Elektrizität erzeugt werden, festgestellt. Eine weitere Hypothese ist, dass Pflanzen durch die starken elektrischen Felder beschädigt und dadurch zu stärkerem Wachstum angeregt werden. Goldsworthy postuliert, die Pflanzen hätten sich an die Elektrizität eines Gewitters angepasst und reagierten mit Vorbereitungen zu erhöhter Wasseraufnahme.

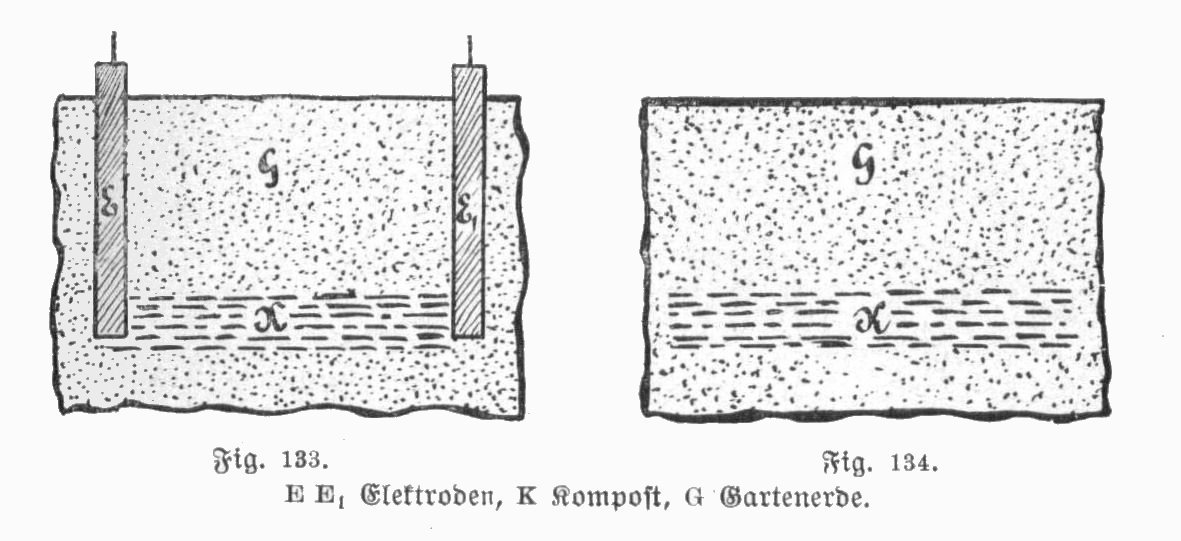
Elektroden in Gartenerde mit Kompost
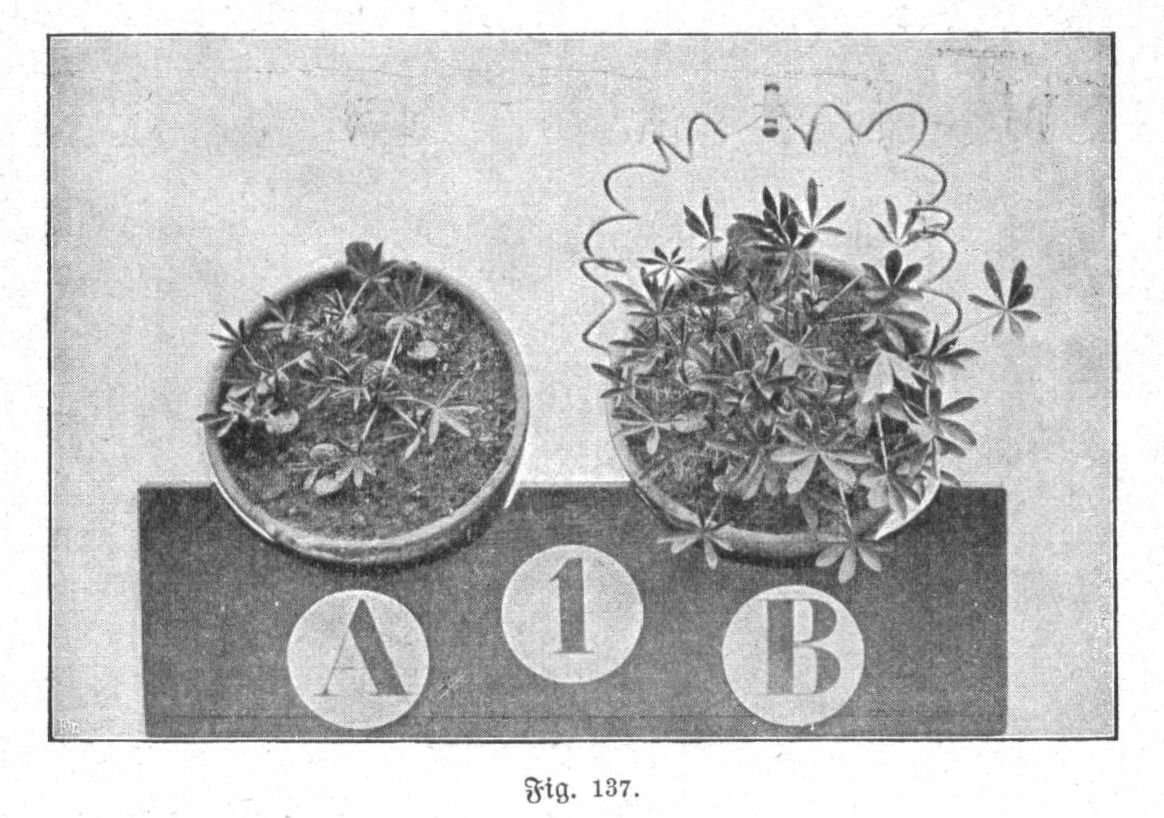
A: ohne Strom, B: mit Strom
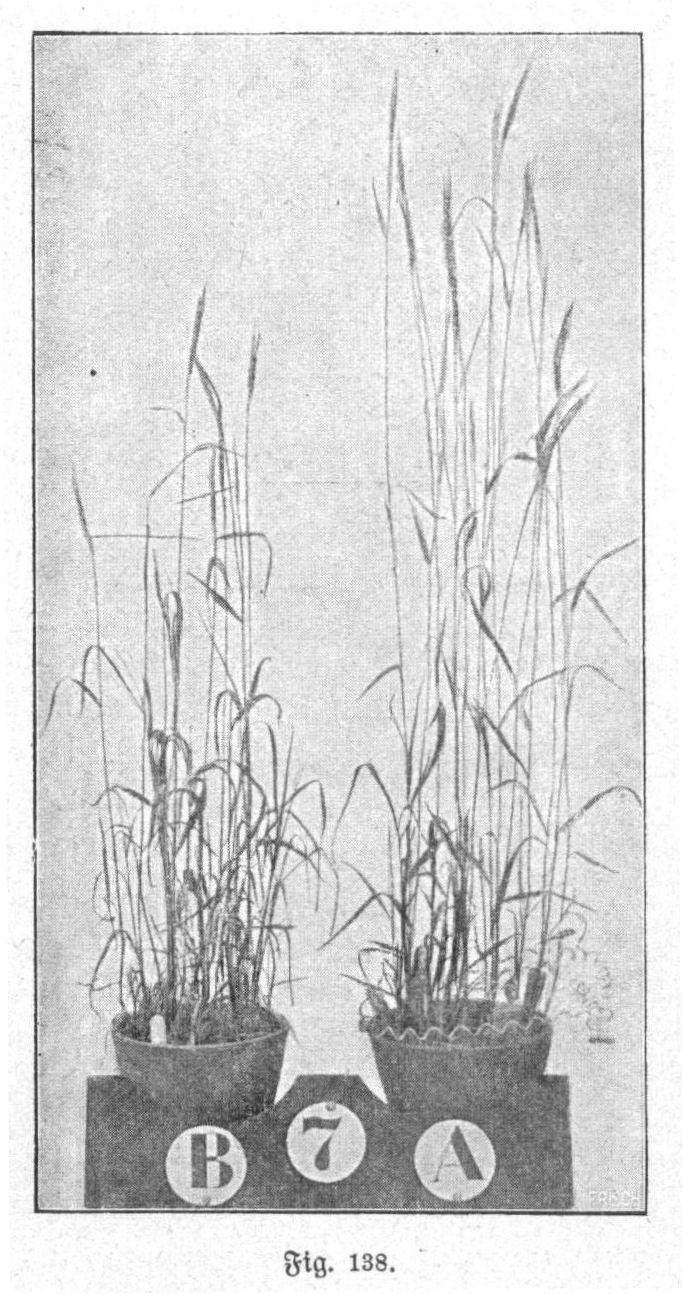
B: ohne Strom, A: mit Strom (im Original vertauscht)
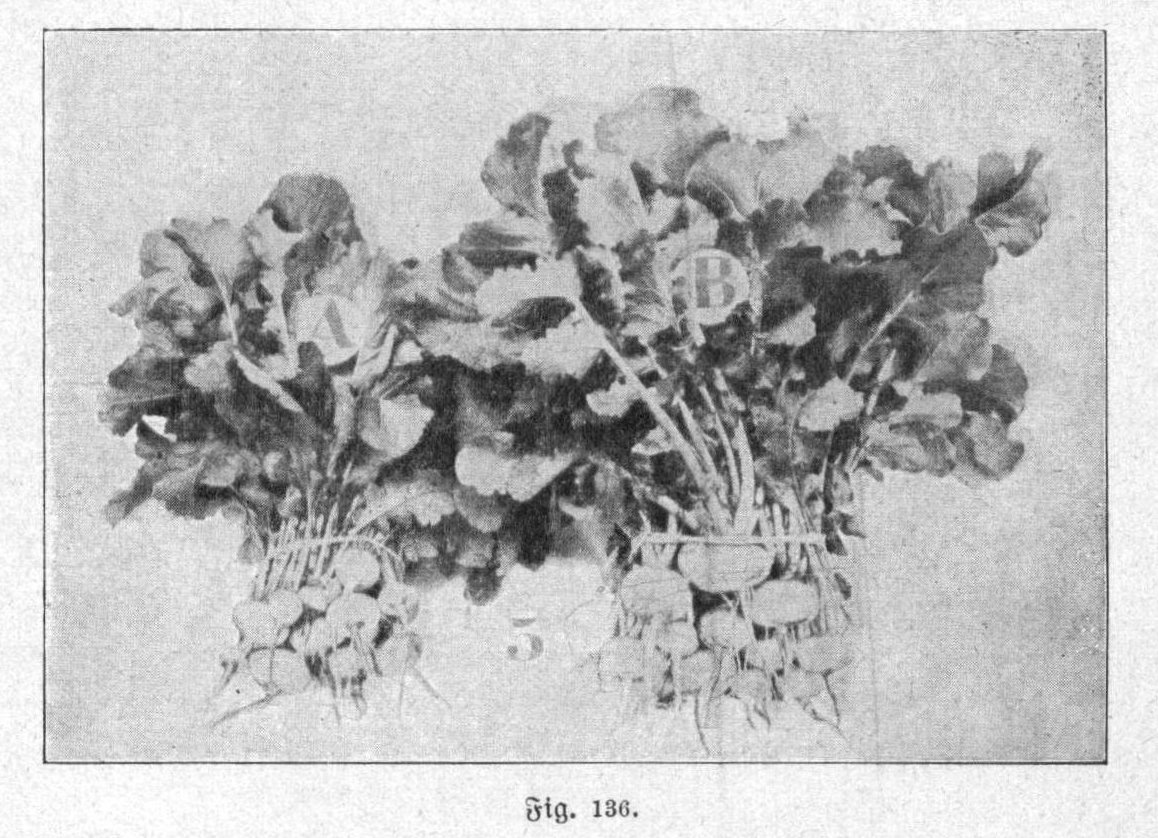
A: ohne Strom, B: mit Strom

Abbildungen aus Walter Häntzschel: Der Einfluß der Elektrizität auf das Wachstum der Pflanzen. In: Erfindungen und Experimente. Band II, W. Herlet, Leipzig 1906.